# Miss Dior
Miss Dior är en parfym skapad för Christian Dior SA. Parfymen har sedan den lanserades år 2005 genomgått många förändringar i både utseende, namn och doftnoter.

## Historia

### Lansering år 2005
Miss Dior Chérie, som parfymen då hette, skapades av parfymören Christine Nagel år 2005. Doften hade då noter av smultron, patchouli, karamell och popcorn. Parfymens namn var skrivet i silver rakt på flaskan.

### Flaskans förändring 2008
År 2008 gav Dior parfymen en lite annorlunda flaska, där parfymens namn var skrivet på en vit bakgrund. Även korkens rosett har ändrat form.

### Omformulering år 2011
År 2011 skedde en omformulering av doften, av parfymören François Demachy, Diors nuvarande husparfymör. Doften fick noter av patchouli, clementin och jasmin. Flaskan såg likadan ut som efter förändringen år 2008.

### Namnbyte år 2012
År 2012 bytte parfymen namn från Miss Dior Chérie till Miss Dior. Parfymen har samma noter som efter omformuleringen år 2011.